# Gaetano Sbodio
Gaetano Sbodio (Milano, 10 dicembre 1844 – Milano, 31 maggio 1920) è stato un attore teatrale e drammaturgo italiano, esponente del teatro dialettale milanese e uno dei massimi sostegni della compagnia di Cletto Arrighi.

## Biografia
Nato a Milano nel 1844, in gioventù si spostò con la famiglia a Roma dove, quindicenne, esercitò la professione di orefice e si arruolò volontario nella Legione cacciatori del Tevere durante le campagne contro i briganti dello Stato Pontificio. Da Roma si trasferisce a Torino e poi a Milano, sua città natia, dove riprende il mestiere dell'orefice e si diletta, alla sera, a recitare la parte dell'amoroso in italiano in una compagnia di dielettanti; dopo il 1865, decise di dedicarsi all'arte dell'attore ed entrò nella Compagnia Codognola dove esordì fra i fischi e le risate al teatro Chiabrera di Savona. L'insuccesso fu tale che cambiò compagnia aggregandosi a una nuova, miserissima, che si esibiva in un granaio di Finalmarina, dove patì la fame. Nei due anni successivi visse di stenti esibendosi nei caffè fino a quando, nel 1869, fu scritturato nella compagnia di Cletto Arrighi, a quel tempo importante riferimento culturale del teatro milanese e che nel 1876 accoglierà anche Edoardo Ferravilla. Dell'Arrighi recita in dialetto milanese la famosa Barchett de Buffalora e le recite del Sabat gras e del Milanes in mar. Proprio Ferravilla nel 1876 rileverà la compagnia a causa delle cattive doti amministrative di Arrighi, venendo però di li a poco a scontrarsi con Sbodio, il quale lo accusa spesso di eseguire un repertorio non autenticamente milanese ma personale quando non d'ispirazione francese.
Uscito dalla compagnia nel 1890 ne fonderà una propria assieme a Davide Carnaghi, in cui verranno rappresentate commedie di Carlo Bertolazzi e Luigi Illica. Ritornerà successivamente da Ferravilla due volte rimanendo infine con lui fino all'abbandono delle scene, avvenuto al Teatro Lirico di Milano nel 1907, interpretando il veggion del Pio Luogo Trivulzio nello spettacolo Ona s'cenna de la vita di Carlo Bertolazzi. Una delle sue ultime apparizioni nella vita pubblica milanese fu quando nel maggio del 1913 intervenne sul settimanale satirico L'Uomo di pietra per commemorare la ristrutturazione del Teatro Carcano, volendo sottintendere come fosse ormai conclusa la generazione di commedianti ai quali apparteneva:
sont vecc, sont stracch e no me resta infin 

che smorza i ciar e lassa giò el sipari 

...»
(Gaetano Sbodio, L'Uomo di pietra)
Morirà cieco e in povertà nella sua casa di via Cerva a Milano, il 31 maggio 1920.

## Opere
- On cereghett del '48
- Oh! Che topica!
- La mamma granda
- El sur Galbusera
- On Barabba innamoraa
- Gabinett particular
- In Viarenna
- El Cippiripì
- La mamma di gatt
- Lee e luu, luu e lee
- Alla Cassina di Pomm
- On episodi di cinch giornad
- La baila
- El duetin d'amor
- El nonno
- La Collana della Mamin
- I Gabboloni